# Sam Henning
Klas Samuel ("Sam") Henning, född 30 november 1888 i Villberga socken, död 19 september 1967 i Stockholm, var en svensk skolman.
Sam Henning blev filosofie doktor 1927. Efter tjänstgöring vid olika skolor i Stockholm blev han 1936 rektor vid Stockholms handelsmellanskola. Från 1933 hade Henning ett flertal uppdrag som tillförordnat undervisningsråd och blev 1948 extraordinarie undervisningsråd. Henning blev vice ordförande i centralstyrelsen för högre folkskolornas lärarförening 1930, ledamot av styrelsen för dess Stockholmskrets 1929, var ordförande där 1930–1936, ledamot av Centralstyrelsen för Praktiska mellanskolornas och högre folkskolornas lärarförening 1936, ordförande där 1940, samt sekreterare i Samfundet för nordisk språkforskning 1931. Henning utgav bland annat Ericus Nicolais Gersonöversättningar (1927), Träldomens försvinnande och de svenska landskapslagarna (i Historisk tidskrift, 1930), Upplandslagens redigering och dess handskrifter (i Arkiv för nordisk filologi, 1932), Upplandslagen enligt Codex Esplunda (i Svenska fornskriftsällskapets samlingar, 1933–1934).